# Unger (Naturschutzgebiet)
Koordinaten: 51° 0′ 4″ N, 14° 13′ 29″ O
Das Naturschutzgebiet Unger liegt im Landkreis Sächsische Schweiz-Osterzgebirge in Sachsen. Es erstreckt sich westlich von Rugiswalde, einem Ortsteil der Stadt Neustadt in Sachsen, die nördlich des Gebietes liegt. Nordöstlich  des Gebietes verläuft die S 154, südöstlich erhebt sich der 537,2 Meter hohe Ungerberg.

## Bedeutung
Das etwa 48,2 ha große Gebiet mit der NSG-Nr. D 54 wurde im Jahr 1996 unter Naturschutz gestellt.